# Vladimirescu, Arad
Vladimirescu (în maghiară Glogovác și Öthalom—„Cinci movile”—în germană Glogowatz) este satul de reședință al comunei cu același nume din județul Arad, Crișana, România.

## Așezare
Localitatea Vladimirescu este situată la 8 km est de municipiul Arad, pe drumul european E68.

## Istorie

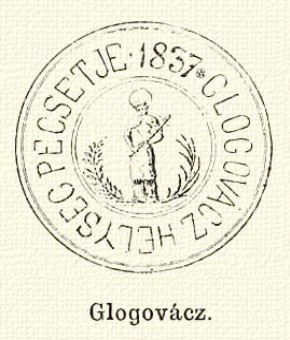
Ştampila satului Glogovăţ din anul 1837

Numele vechi al localității, pe românește, este Glogovăț, derivat, potrivit legendei, din Glogov, numele unui haiduc care a trăit în acest ținut în secolul al XVIII-lea.
Prima atestare documentară a localității datează abia din 1752, însă, pe teritoriul ei, săpăturile arheologice au scos la iveală vestigii importante, semne ale unor locuiri foarte vechi. O așezare datată în secolul al V-lea, o alta din secolele XI - XII și morminte din secolele IX - XI au fost găsite în locul numit astăzi La Movile. În apropierea șoselei naționale, pe latura estică a acesteia, cele cinci movile se întind în linie dreaptă. Mulți cercetători le consideră tumuli a unor căpetenii barbare.

La Cetate au fost descoperite urmele unei așezări din secolul al VIII-lea, o cetate de pământ din secolul al IX-lea și o necropolă medievală.

## Economia
Economia localității Vladimirescu este influențată de evoluția economică a municipiului Arad. Datorită apropierii satului de municipiul Arad, s-a înregistrat recent o creștere importantă a sectoarelor economice terțiar și secundar. Industria chimică, industria alimentară, industria ușoară și transporturile dețin pondere importantă în spectrul economic al
așezării.
Investiții mari s-au înregistrat în domeniul construcțiilor și mai ales al construcțiilor de locuințe.

## Turism
Localitatea Vladimirescu este atractivă atât prin valea Mureșului și prin serviciile oferite de unitățile de profil, cât și prin vestigiile arheologice.

### Lăcașuri de cult
În centrul satului, în locul numit La Bisericuță, se află ruinele unei mănăstiri romanice, atestată documentar în secolul al XIII-lea cu numele "Bizere". Din această mănăstire benedictină veche se mai păstrează doar ruinele bisericii, care a fost o bazilică romanică mare, cu trei nave, transept (naos transversal), cor (presbyterium) cu deambulatoriu și două turnuri în partea vestică.
În 1756 a fost construită la Glogovăț prima capelă, iar în 1765 a fost constituită prima parohie, localitatea având primul preot în 1766. Prima biserică a fost zidită în 1767. În toamna anului 1887 a început construcția bisericii din strada Progresului 84, finisată la 16 iunie 1889.